# Membrana vítrea

Diagrama esquemático do olho humano. A membrana vítrea não é rotulada, mas envolve o vítreo, a área rotulada como 'Humor vítreo'

A membrana vítrea ou hialoide é uma camada de colágeno que separa o humor vítreo do resto do olho. Pelo menos duas partes foram identificadas anatomicamente. A membrana hialoide posterior separa a parte posterior do vítreo da retina. É uma falsa membrana anatômica. A membrana hialoide anterior separa a frente do vítreo do cristalino.